# 希爾伯特第二問題
希爾伯特第二問題，是希爾伯特的23個問題之一，即關於一個公理系統相容性的問題，也就是判定一個公理系統內的所命題是彼此相容無矛盾的，希爾伯特希望能以嚴謹的方式來證明任意公理系統內命題的相容性。
奧地利數學家库尔特·哥德尔（Kurt Friedrich Gödel）在1930年證明了哥德尔不完备定理（Gödel's incompleteness theorems），粉碎了希爾伯特的夢想。